# Blek kalkporina
Blek kalkporina (Porina linearis) är en lavart som först beskrevs av William Allport Leighton och fick sitt nu gällande namn av Alexander Zahlbruckner. 
Porina linearis ingår i släktet Porina och familjen Porinaceae.   Inga underarter finns listade i Catalogue of Life.
I den svenska databasen Dyntaxa används istället namnet Pseudosagedia linearis för samma taxon.  Arten är reproducerande i Sverige.